# Admontia malayana
Admontia malayana är en tvåvingeart som först beskrevs av Townsend 1926.  Admontia malayana ingår i släktet Admontia och familjen parasitflugor. Inga underarter finns listade i Catalogue of Life.